# La notte chiama
La notte chiama è un singolo del gruppo musicale italiano Ex-Otago, pubblicato il 14 giugno 2019 come quinto estratto dal sesto album in studio Corochinato.
Nell'album il brano è prodotto da Matteo Cantaluppi e Dardust, coautore della canzone, la versione pubblicata come singolo invece è prodotta dal solo Dardust e vede la collaborazione del rapper italiano Izi.